# 王維琳
王維琳（1993年2月1日—）為臺灣女子籃球運動員，場上位置為前鋒、中鋒，目前效力於安徽女籃。

## 經歷
- 新北市立海山高級中學籃球隊
- 國立臺灣師範大學籃球隊
- 中華電信女子籃球隊（2012年－2018年）
- 四川金强蓝鲸女子籃球隊（2018年–2019年）
- 國泰人壽女子籃球隊（2019年－2023年）
- 台灣電力女子籃球隊 (2023年-至今)

## 個人年表
- 2008年

- 高中籃球甲級聯賽海山高中籃球隊

- 2010年

- 第七屆菁英盃國際高中甲組籃球錦標賽海山高中籃球隊
- 高中籃球甲級聯賽海山高中籃球隊

- 2011年

- 大專籃球聯賽國立臺灣師範大學籃球隊

- 2012年

- 第二屆佛光盃大學女子籃球邀請賽國立臺灣師範大學籃球隊
- 第三十四屆威廉瓊斯盃國際籃球邀請賽中華電信女子籃球隊
- 大專籃球聯賽國立臺灣師範大學籃球隊

- 2013年

- 第三屆佛光盃大學女子籃球邀請賽國立臺灣師範大學籃球隊
- 大專籃球聯賽國立臺灣師範大學籃球隊

- 2014年

- 大專籃球聯賽國立臺灣師範大學籃球隊

- 2015年

- 第三十七屆威廉瓊斯盃國際籃球邀請賽中華女籃代表隊(藍隊)

- 2016年

- 第三十八屆威廉瓊斯盃國際籃球邀請賽中華女籃代表隊(白隊)
- 亞洲大學籃球邀請賽-金牌

- 2017年

- 第三十九屆威廉瓊斯盃國際籃球邀請賽中華女籃代表隊(白隊)
- 夏季世界大學生運動會中華女籃代表隊-銅牌

- 2018年

- 第四十屆威廉瓊斯盃國際籃球邀請賽中華女籃代表隊（藍隊）-銅牌
- 2018年亞洲運動會中華女籃代表隊

## 外部連結
- 王維琳的Instagram帳戶
- 王維琳在archive.fiba.com（archived）（英语）
- 王維琳在archive.fiba.com（archived）（英语）
- 王維琳在Eurobasket.com（球員）（英语）